# 448 Natalie
448 Natalie eller 1899 ET är en asteroid i huvudbältet, som upptäcktes 27 oktober 1899 av de tyska astronomerna Max Wolf och Friedrich Karl Arnold Schwassmann i Heidelberg. Ursprunget till asteroidens namn är okänt.
Asteroiden har en diameter på ungefär 50 kilometer.